# تربنوشوس
تربنوشوس (به لاتین: Třebnouševes) یک سکونتگاه مسکونی در جمهوری چک است که در Jičín District واقع شده‌است.